# Campionati europei di ciclismo su strada
I Campionati europei di ciclismo su strada sono una competizione di ciclismo su strada organizzata dall'Unione europea di ciclismo (UEC), in cui concorrono ciclisti facenti parte dei Paesi membri dell'UEC stessa. Si disputano gare in linea e a cronometro in tre categorie: Junior, Under 23 e, dal 2016, Élite.

## Campioni in carica
| Uomini Elite    | Uomini Elite       |
| --------------- | ------------------ |
| In linea        | Tim Merlier        |
| Cronometro      | Edoardo Affini     |
| Donne Elite     |                    |
| In linea        | Lorena Wiebes      |
| Cronometro      | Lotte Kopecky      |
| Uomini Under-23 |                    |
| In linea        | Huub Artz          |
| Cronometro      | Alec Segaert       |
| Donne Under-23  |                    |
| In linea        | Sofie van Rooijen  |
| Cronometro      | Anniina Ahtosalo   |
| Uomini Juniors  |                    |
| In linea        | Felix Ørn-Kristoff |
| Cronometro      | Michiel Mouris     |
| Donne Juniors   |                    |
| In linea        | Puck Langenbarg    |
| Cronometro      | Paula Ostiz        |

## Storia
La prima edizione è stata nel 1995 e nel 1997 furono introdotte le prove a cronometro. Fino al 2004 gareggiava solamente la categoria Under-23. Nel 2005 entrano a far parte del programma le gare per la categoria Junior (età inferiore ai 19 anni) e nel 2016 le gare per la categoria Elite.
Oltre alla medaglia d'oro, al vincitore è assegnata una maglia, da indossare per tutta la stagione, di colore blu con una fila di stelle, che ricorda la bandiera europea.

## Formato
Attualmente le prove del campionato europeo si svolgono ogni anno tra luglio e agosto nello spazio di cinque giorni. Nel primo giorno la gara di cronometro a squadre per Nazioni, nel secondo giorno si svolgono le prove a cronometro femminile Junior e Under-23 e maschile Junior. Il terzo giorno si svolge la prova a cronometro maschile Under-23. Nel quarto giorno si effettuano le gare in linea femminili Junior e Under-23 e maschile Junior. Il quinto giorno è dedicato alla gara in linea maschile Under-23.

## Edizioni
| Anno | Nazione                 | Città                                                |
| ---- | ----------------------- | ---------------------------------------------------- |
| 1995 | Rep. Ceca               | Trutnov                                              |
| 1996 | Gran Bretagna           | Isola di Man                                         |
| 1997 | Austria                 | Villach                                              |
| 1998 | Svezia                  | Uppsala                                              |
| 1999 | Portogallo              | Lisbona                                              |
| 2000 | Polonia                 | Kielce                                               |
| 2001 | Francia                 | Apremont                                             |
| 2002 | Italia                  | Bergamo                                              |
| 2003 | Grecia                  | Atene                                                |
| 2004 | Estonia                 | Otepää                                               |
| 2005 | Russia                  | Mosca                                                |
| 2006 | Paesi Bassi             | Valkenburg-Heerlen                                   |
| 2007 | Bulgaria                | Sofia                                                |
| 2008 | Italia                  | Arona, Pettenasco, Stresa, Verbania                  |
| 2009 | Belgio                  | Hooglede                                             |
| 2010 | Turchia                 | Ankara                                               |
| 2011 | Italia                  | Offida                                               |
| 2012 | Paesi Bassi             | Goes                                                 |
| 2013 | Rep. Ceca               | Olomouc                                              |
| 2014 | Svizzera                | Nyon                                                 |
| 2015 | Estonia                 | Tartu                                                |
| 2016 | Francia                 | Plumelec                                             |
| 2017 | Danimarca               | Herning                                              |
| 2018 | Gran Bretagna Rep. Ceca | Glasgow (Elite) Brno (Under-23, Juniors)             |
| 2019 | Paesi Bassi             | Alkmaar                                              |
| 2020 | Francia                 | Plouay                                               |
| 2021 | Italia                  | Trento                                               |
| 2022 | Germania Portogallo     | Monaco di Baviera (Elite) Anadia (Under-23, Juniors) |
| 2023 | Paesi Bassi             | Drenthe                                              |
| 2024 | Belgio                  | Limburgo                                             |
| 2025 | Francia                 | Drôme e Ardèche                                      |

## Albo d'oro
Gara in linea
- Gara in linea, categoria maschile Elite (2016-oggi)
- Gara in linea, categoria femminile Elite (2016-oggi)
- Gara in linea, categoria maschile Under-23 (1995-oggi)
- Gara in linea, categoria femminile Under-23 (1995-oggi)
- Gara in linea, categoria maschile Juniors (2005-oggi)
- Gara in linea, categoria femminile Juniors (2005-oggi)

Cronometro
- Cronometro individuale, categoria maschile Elite (2016-oggi)
- Cronometro individuale, categoria femminile Elite (2016-oggi)
- Cronometro individuale, categoria maschile Under-23 (1997-oggi)
- Cronometro individuale, categoria femminile Under-23 (1997-oggi)
- Cronometro individuale, categoria maschile Juniors (2005-oggi)
- Cronometro individuale, categoria femminile Juniors (2005-oggi)

Staffetta mista
- Staffetta mista a squadre (2019-2021; 2023-)
- Staffetta mista a squadre, categoria Under-23 (2022)
- Staffetta mista a squadre, categoria Juniors (2022-oggi)

## Medagliere
Aggiornato al 2024 (gara in linea elite maschile)
| Posiz. | Nazione       | Oro | Argento | Bronzo | Totale |
| ------ | ------------- | --- | ------- | ------ | ------ |
| 1      | Italia        | 46  | 39      | 41     | 126    |
| 2      | Paesi Bassi   | 40  | 22      | 27     | 89     |
| 3      | Francia       | 20  | 27      | 36     | 83     |
| 4      | Germania      | 20  | 27      | 23     | 70     |
| 5      | Belgio        | 17  | 18      | 19     | 54     |
| 6      | Danimarca     | 15  | 12      | 5      | 32     |
| 7      | Svizzera      | 12  | 12      | 6      | 30     |
| 8      | Russia        | 18  | 14      | 18     | 50     |
| 9      | Ucraina       | 9   | 12      | 6      | 27     |
| 10     | Polonia       | 8   | 6       | 6      | 20     |
| 11     | Norvegia      | 5   | 8       | 5      | 18     |
| 12     | Gran Bretagna | 5   | 6       | 3      | 14     |
| 13     | Rep. Ceca     | 4   | 4       | 4      | 12     |
| 14     | Slovenia      | 4   | 3       | 6      | 13     |
| 15     | Svezia        | 3   | 7       | 3      | 13     |
| 16     | Lituania      | 3   | 4       | 7      | 14     |
| 17     | Spagna        | 3   | 4       | 6      | 13     |
| 18     | Slovacchia    | 2   | 0       | 1      | 3      |
| 19     | Lussemburgo   | 1   | 4       | 1      | 6      |
| 20     | Bielorussia   | 1   | 3       | 3      | 7      |
| 21     | Lettonia      | 1   | 2       | 3      | 6      |
| 22     | Austria       | 1   | 1       | 4      | 6      |
| 23     | Portogallo    | 1   | 1       | 2      | 4      |
| 24     | Croazia       | 1   | 1       | 0      | 2      |
| 25     | Finlandia     | 1   | 0       | 1      | 2      |
| 26     | Estonia       | 0   | 2       | 3      | 5      |
| 27     | Irlanda       | 0   | 1       | 1      | 2      |
| 27     | Ungheria      | 0   | 1       | 1      | 2      |